# Dan Bentley
Dan Bentley (ur. 15 sierpnia 1984 w Chelmsford) – brytyjski niepełnosprawny sportowiec, uprawiający boccię. Mistrz paraolimpijski z Pekinu w 2008 roku.

## Medale Igrzysk Paraolimpijskich

### 2012
- – Boccia – zespoły – BC1-2

### 2008
- – Boccia – zespoły – BC1-2